# Shipping ton
Shipping ton, die Fracht- oder Versandtonne, war ein britisches und US-amerikanisches Volumenmaß. Anwendung fand es bei Frachttransporten in Fahrzeugen, Zügen oder Schiffen mit großen Frachträumen.
In Großbritannien galt:
- 1 shipping ton = 42 Kubikfuß = 1,189314 Kubikmeter

und im Rückschluss
- 1 Kubikmeter = 0,840821 shipping ton

In den USA entsprach
- 1 shipping ton = 40 Kubikfuß

beziehungsweise
- 1 Kubikmeter = 0,882861 shipping ton